# Werner Döring
Werner Döring (Berlín, 2 de septiembre de 1911-Malente, 6 de junio de 2006) fue un físico teórico alemán. Desde 1963 hasta su jubilación en 1977, fue profesor ordinario de la Universidad de Hamburgo. Su principal interés era la teoría del magnetismo. Sus libros de texto sobre física teórica han influido en varias generaciones de estudiantes.
Es recordado por la teoría Becker-Döring sobre la nucleación de gotas de líquido en sólidos (física de la materia condensada), y por el modelo de detonación de Zeldovich-von Neumann-Döring (explosivos).

## Publicaciones destacadas
- R. Becker, W. Döring, Kínetische Behandlung der Keimbildung in übersättigten Dämpfen, Annalen der Physik 24, 719 (1935)
- R. Becker, W. Döring, Ferromagnetismus, Berlín, Springer 1939
- W. Döring, Einführung in die Theoretische Physik (Sammlung Göschen; fünf Bände: Mechanik,  Elektrodynamik, Optik, Thermodynamik, Statistische Mechanik), Berlín, 1957
- W. Döring, Einführung in die Quantenmechanik, Vandenhoeck & Ruprecht, Göttingen 1962
- W. Döring, Mikromagnetismus, in: Handbuch der Physik, S. Flügge Ed., Bd. XVIII/2, 1966
- W. Döring, Point Singularities in Micromagnetism, J. Appl. Phys. 39, 1006 (1968)
- W. Döring, Atomphysik und Quantenmechanik (Band 1: Grundlagen - Berlín: De Gruyter, 2. verbesserte Auflage 1981, ISBN 3-11-008199-7; Band 2: Die allgemeinen Gesetze, ditto, 1976,  ISBN 3-11-004590-7; Band 3: Anwendungen, ditto, 1979, ISBN 3-11-007090-1)

- Datos: Q89019